# Adelheid Kastner
Adelheid „Heidi“ Kastner (* 17. August 1962 in Linz, Oberösterreich) ist eine österreichische Psychiaterin. Die ausgebildete Fachärztin für Psychiatrie und Neurologie ist Primarärztin der Klinik für Psychiatrie mit forensischem Schwerpunkt am Kepler Universitätsklinikum in Linz. Als anerkannte Expertin im Bereich der Forensischen Psychiatrie war sie unter anderem als Gerichtsgutachterin im Fall Fritzl und der Causa Kremsmünster tätig.

## Leben
Kastner promovierte 1986 an der Medizinischen Fakultät der Universität Wien. Nach Abschluss ihrer Facharztausbildung in Psychiatrie und Neurologie 1998 nahm sie eine Tätigkeit im psychiatrischen Konsiliardienst der Justizanstalt Garsten, später dann an den Justizanstalten Linz und Steyr auf. 1999 baute Kastner die Forensische Nachbetreuungsambulanz Linz (FORAM) auf, es folgten später die Ambulanzen in Salzburg und Amstetten. Für die Justizanstalt Wels entstand 2003 unter Kastners Leitung eine forensische Abteilung. 2005 wurde sie zur Primaria der neu geschaffenen forensischen Abteilung an der Landesnervenklinik Wagner-Jauregg in Linz bestellt. Seit 1998 ist sie als Gerichtspsychiaterin tätig und wurde in dieser Funktion wiederholt als forensische Gutachterin bestellt. Wegen Überlastung wurde Kastner im April 2010 von der Liste der allgemein beeideten Gerichtssachverständigen gestrichen. Sie wird seither nur noch ad hoc in speziellen Fällen vom Gericht beeidet und bestellt.
Im November 2015 wurde Adelheid Kastner das Goldene Ehrenzeichen für Verdienste um die Republik Österreich verliehen. Derzeit arbeitet Kastner am Aufbau einer forensischen Jugendpsychiatrie.

## Schriften
- Täter Väter. Väter als Täter am eigenen Kind. Ueberreuter, Wien 2009, ISBN 978-3-8000-7435-8. Rezensionsnotiz
- Schuldhaft. Täter und ihre Innenwelten. Kremayr & Scheriau, Wien 2012, ISBN 978-3-218-00843-3.
- Wut. Plädoyer für ein verpöntes Gefühl. Kremayr & Scheriau, Wien 2014, ISBN 978-3-218-00929-4.
- Tatort Trennung. Ein Psychogramm. Kremayr & Scheriau, Wien 2016, ISBN 978-3-218-01040-5.
- Dummheit. Kremayr & Scheriau, Wien 2021, ISBN 978-3-218-01288-1.[3]
- Feigheit, ecoWing, Elsbethen 2025, ISBN 978-3-7110-0363-8.